# James Fernandes
James Fernandes (sinh ngày 26 tháng 6 năm 1994) là một cầu thủ bóng đá người Ấn Độ thi đấu ở vị trí tiền vệ cho Salgaocar F.C. ở I-League.

## Sự nghiệp
Sinh ra ở Goa, Ấn Độ, Fernandes bắt đầu sự nghiệp cho Salgaocar F.C. tại Manchester United Premier Cup năm 2008. Năm 2013, Fernandes giúp Salgaocar vô địch U-18  trước khi thi đấu cho U-19 Salgaocar ở giải vô địch I-League U20.
Fernandes có màn ra mắt chuyên nghiệp cho Salgaocar ngày 23 tháng 1 năm 2015 ở I-League trước Royal Wahingdoh. Anh vào sân từ phút 83 thay cho Karma Tsewang và Salgaocar thất bại 0–1.

## Thống kê sự nghiệp
Tính đến 23 tháng 1 năm 2015
| Câu lạc bộ          | Mùa giải            | Giải vô địch        | Giải vô địch | Giải vô địch | Cúp Liên đoàn | Cúp Liên đoàn | Cúp Durand | Cúp Durand | AFC     | AFC       | Tổng    | Tổng      |
| Câu lạc bộ          | Mùa giải            | Hạng đấu            | Số trận      | Bàn thắng    | Số trận       | Bàn thắng     | Số trận    | Bàn thắng  | Số trận | Bàn thắng | Số trận | Bàn thắng |
| ------------------- | ------------------- | ------------------- | ------------ | ------------ | ------------- | ------------- | ---------- | ---------- | ------- | --------- | ------- | --------- |
| Salgaocar           | 2014–15             | I-League            | 1            | 0            | 0             | 0             | 0          | 0          | —       | —         | 1       | 0         |
| Tổng cộng sự nghiệp | Tổng cộng sự nghiệp | Tổng cộng sự nghiệp | 1            | 0            | 0             | 0             | 0          | 0          | 0       | 0         | 1       | 0         |